# Історія Афганістану

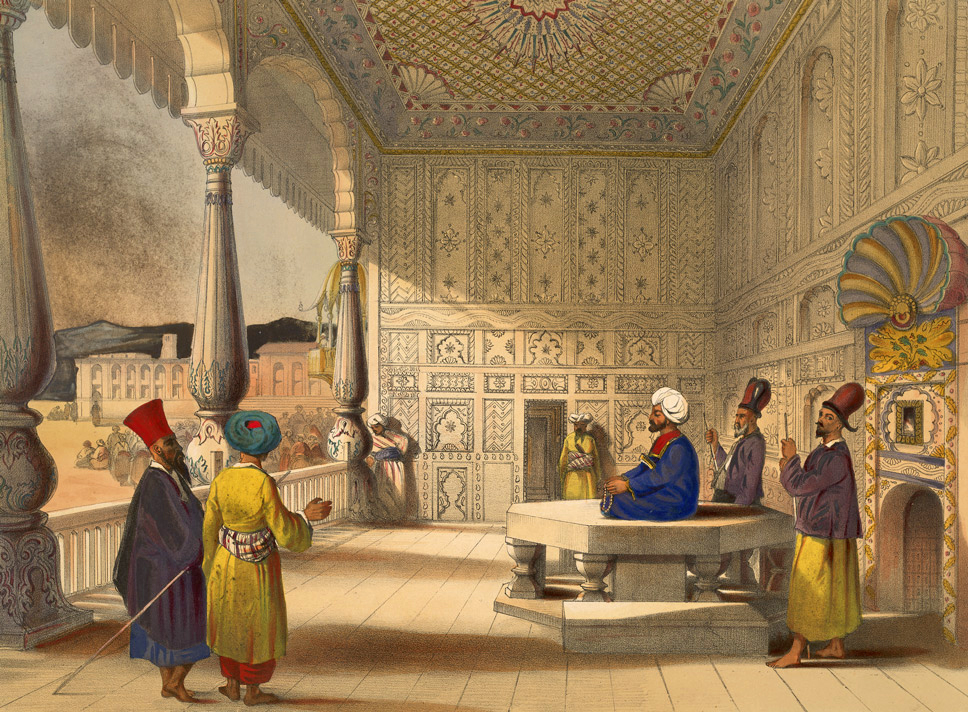
двір одного з князів-шахів, правителів Афганістану у XIX ст.

## Давні часи
Перша половина І тис. до н. е. — майже вся територія сучасного Афганістану входила до складу держави Ахеменідів.
330–329 — цю територію завоював Александр Македонський, а потім вона перебувала під владою Селевкідів.
З середини III ст. до н. е. і до 140–139 рр. до н. е. Афганістан входив до складу Греко-Бактрійського царства, а потім держави Великих Кушан (I-IV ст. н. е.).
V-VI ст. — територія Афганістану підпорядкована правителям ефталітів.

## Середньовіччя
З 7 по 10 століття землі сучасного Афганістану завойовані арабами та ісламізовані. Афганістан входив до складу Арабського халіфату. З IX ст. у Кабулі почав поширюватися іслам, який поступово витіснив зороастризм, буддизм та інші вірування.
З кінця XIV ст. територія Афганістану опинилася під владою Тимура, а потім у складі володінь Тимуридів.

## Новий час
У XVI ст. на землях Афганістану знову виникають незалежні державні утворення.
У 1747–1818 існує незалежна держава Дуррані, створена Ахмад-шахом Дуррані. У 18 ст. це самостійний емірат, за впливи на який боролися Російська і Британська імперії. Протистояння закінчилось перемогою Британії і Ост-Індійської Компанії, у результаті якого вони фактично здобули контроль над зовнішньою політикою країни, хоч останній вдалося зберегти внутрішню незалежність.

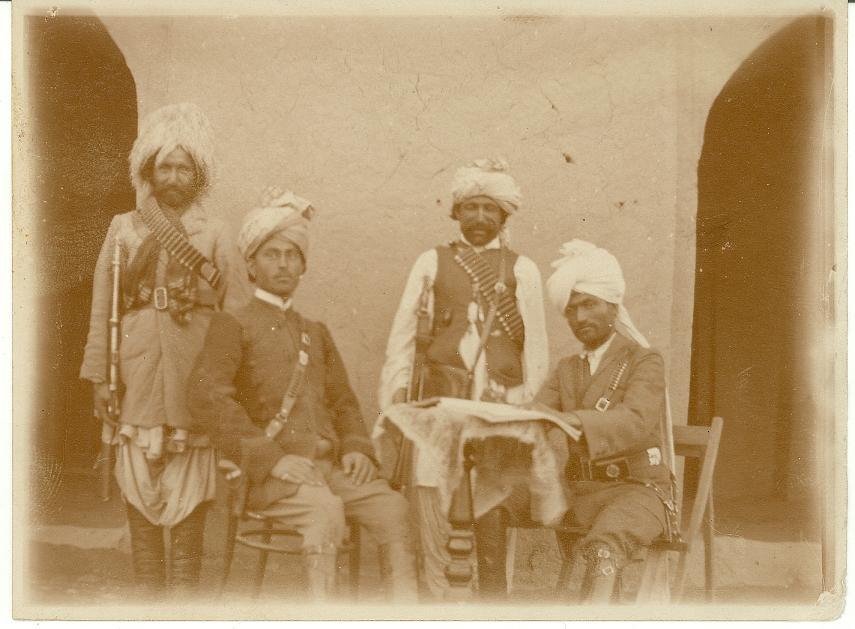
Хан Нашер (1880)

На початку XIX ст. Афганістан розпався на кілька самостійних князівств (Гератське, Кабульське, Кандагарське, Пешаварське ханство).

## XX століття
У 1920-х рр. почалося об'єднання країни. Однак після англо-афганських воєн (1838–1842 рр., 1878-80 рр.) Афганістан змушений був визнати контроль Великої Британії над зовнішньою політикою країни. Третя англо-афганська війна (1919 р.), розпочата Великою Британією після того, як емір Аманулла-хан проголосив незалежність Афганістану (її негайно визнала Росія), закінчилася перемогою Афганістану.

### Конституційна монархія
Незалежність Афганістану проголошено 28 лютого 1919 р. До 17 липня 1973 р. — конституційна монархія. Правила династія Надір-шаха.

### Республіка
17 липня 1973 р. монархію було ліквідовано й встановлено республіканський режим. Країна почала називатися Республікою Афганістан.
З 30 квітня 1978 р. — Демократична Республіка Афганістан. З 30 листопада 1987 р. — Республіка Афганістан.
З 28 квітня 1992 р. до грудня 2001 р. — Ісламська Держава Афганістан (ІДА).
27 квітня 1978 р. після так званої «квітневої революції» до влади прийшла Народно-демократична партія Афганістану (НДПА), що обрала своєю ідеологічною основою науковий соціалізм. 30 квітня 1978 р. країну проголошено Демократичною Республікою Афганістан (ДРА). Вся повнота влади в країні перейшла до рук Революційної ради, 1 травня сформовано уряд на чолі з Н. М. Таракі. Чинність Конституції від 14 лютого 1977 р. скасовано.
Однак «квітнева революція» призвела до нової боротьби за владу — громадянської війни. 16 вересня 1979 р. Н. М. Таракі вбито змовниками на чолі з Х.Аміном. 12 грудня 1979 р. до країну введено радянські війська для надання підтримки уряду НДПА. 28 грудня 1979 р. Х.Аміна вбито, державним і партійним лідером став Бабрак Кармаль.
13 квітня 1980 р. ухвалено тимчасову Конституцію під назвою «Основні принципи ДРА», що діяла до квітня 1985 р. 4 травня 1986 р. Бабрака Кармаля на посаді генерального секретаря ЦК НДПА заступив Мухаммед Наджибулла.
30 листопада 1987 р. ухвалено постійну Конституцію, згідно з якою країна знову дістала називу Республіка Афганістан (РА).
15 лютого 1989 р. після виведення радянських військ з Афганістану активізувались воєнні дії моджахедів («борців за віру») — так називали себе опозиціонери, які намагались усунути НДПА від влади. 23 лютого 1989 р. Консультативна рада моджахедів, сформована в Пешаварі (Пакистан), обрала С. Моджаддеді президентом Перехідного уряду моджахедів (ПУМ), а Р. Р. Сайяфа — прем'єр-міністром ПУМ.
Уряд НДПА був змушений піти на внесення поправок до Конституції країни (в травні 1990 р.), якими заявлялося про відмову партії від соціалістичної ідеології, додано статтю про ісламський характер афганської держави, за основу політичної системи прийнято політичний плюралізм.
Зазнавши військової поразки у війні з моджахедами, президент РА М.Наджибулла 15 квітня 1992 р. склав повноваження глави держави. Влада перейшла до Керівної ради джихаду (Перехідна рада моджахедів) на чолі з С. Моджаддеді. Він став тимчасовим главою країни, яка прийняла нову назву — Ісламська Держава Афганістан (ІДА).
6 травня 1992 р. колишній парламент (Національна рада) і уряд розпущено, сформовано новий перехідний уряд за участі основних польових командирів моджахедів (уряд очолив С. Моджадедді), скасовано всі закони й постанови, що суперечать шаріату. Розпущено Партію Вітчизни (колишня НДПА, перейменована 28 червня 1990 р.).
30 грудня 1992 р. Повноважні збори народних представників строком на 2 роки обрали постійним президентом країни Бургануддіна Раббані.
10 січня 1993 р. влада оголосила про формування нового парламенту — Повноважної асамблеї (Повноважної шури) у складі 205 депутатів.
20 травня 1993 р. сформований кабінет згоди (уряд) на чолі з Г. Хекматіаром.
В серпні 1993 р. між афганськими лідерами досягнуто згоди щодо проведення загальних виборів та участі в них спостерігачів від ООН. На розгляд президента країни Б. Раббані передано проект нової Конституції, але суперечності між лідерами моджахедів, які перебували при владі, та військові сутички між польовими командирами, незадоволеними діями влади, призвели до постійних рокіровок в уряді, погіршення становища в зруйнованій громадянською війною економіці.

### Талібан
Новою опозицією моджахедам став радикальний ісламський рух «Талібан», перші воєнні успіхи якого припали на осінь 1994 р.
27 вересня 1996 р. воєнізовані формування цього руху за підтримки ззовні зайняли Кабул, заявили про усунення президента Б. Раббані та уряду Г. Хекматіара, про запровадження в країні «істинно ісламського врядування» на засадах законів шаріату, сформували Тимчасову пкерівну раду на чолі з Мохаммадом Раббані. Скинутий президент Б. Раббані і уряд Г. Хекматіара залишили Кабул, перебазувавшись у м. Мазарі-Шариф.
27 вересня 1996 р. в Кабулі без суду страчено колишнього президента Афганістану М.Наджибулу.
10 жовтня 1996 р. на півночі країни сформовано першу антиталібську коаліцію: військові лідери А. Р. Дустум, А. Ш. Масуд, А. К. Халілі у Хінджані підписали Угоду про військовий союз і створили Вищу раду оборони (ВРО) на чолі з А. Р. Дустумом. ВРО — своєрідний уряд у 9 північних провінціях країни, що перебували під контролем цих сил. Штаб-квартирою ВРО стало м. Мазарі-Шариф. ВРО заявила, що всі колишні державні структури функціонуватимуть на півночі Афганістану, а дипломатичні й консульські місії Ісламської держави Афганістан (ІДА) за кордоном представлятимуть інтереси ІДА.
У червні 1997 р. ВРО розпущено, замість неї створено Об'єднаний ісламський фронт порятунку Афганістану, до складу керівництва увійшли А. Ш. Масуд, А.Малік, Г. Хекматіар, А. Гейлані, А. Р. Дустум, афганські шиїти та ісмаїліти. Фронт заявив про готовність вести переговори з талібами.
У жовтні 1997 р. рух «Талібан» офіційно оголосив про зміну назви країни на Ісламський Емірат Афганістан (ІЕА). Роль уряду й президента на території підконтрольної талібам країни виконувала Тимчасова керівна рада (ТКР). Вона знаходилась у Кабулі, очолював її Моххамад Раббані. Але найважливіші рішення приймалися особисто мулою М.Омаром і його найближчим оточенням, які знаходились у Кандагар.
До кінця 1997 р. таліби контролювали близько 80 відсотків території країни. Адміністрацію талібів, як законну владу Афганістану, визнали тільки три держави: Пакистан, Саудівська Аравія і Об'єднані Арабські Емірати. Органи влади ІДА на чолі з президентом Бургануддіном Раббані світовим співтовариством як і раніше визнавалися єдино законними. В ООН Афганістан преставлено також урядом президента Б. Раббані.
Президент ІДА Б.Раббані не раз закликав своїх супротивників до примирення, вважаючи, що конфлікт в Афганістані неможна вирішити воєнним шляхом, і запропонував скликати Лойя джиргу (загальнонаціональний з'їзд), на якій можна було б вирішити основні проблеми, пов'язані з врегулюванням і створенням уряду національної єдності.
У серпні 1998 р. рух «Талібан» відхилив пропозицію Росії та Узбекистану припинити воєнні дії й провести переговори з антиталібівською коаліцією.
У 2000 р. рух «Талібан» контролював близько 90 відсотків території Афганістану, за винятком деяких північних провінцій і районів поблизу Кабула.
У листопаді 2000 р. уряд талібів відкинув пропозицію колишнього короля Афганістану Мохаммада Захір Шаха про скликання Лойя джирги, що мала б вирішити питання про центральний уряд.

## Після 2001
26 лютого 2001 після указу лідера талібів сталося знищення Баміанських статуй Будди. Уряд США заявив, що «пригнічений і спантеличений» рішенням про знищення статуй, яке було названо «оскверненням культурної спадщини Афганістану». Крім того, на дві третини втратив свою колекцію Національний музей Афганістану в Кабулі.
17 вересня 2001 р. Північний альянс (Об'єднаний фронт) почав воєнний наступ для усунення руху «Талібан» від влади, він також висловив готовність координувати воєнні дії з США проти талібів, відмовившись видати головного підозрюваного в здійсненні терактів 11 вересня 2001 р. на території США Усаму бен Ладена. В жовтні 2001 року США почали авіаобстріл позицій Талібану. У грудні того ж року почався наземний наступ військ США та анти-талібської коаліції.
14 листопада 2001 р. Рада Безпеки ООН ухвалила резолюцію на підтримку міжнародних зусиль щодо викоренення тероризму й створення перехідної адміністрації в Афганістані.
З 27 листопада до 5 грудня 2001 р. у ФРН в Петерсберг, під Бонном, проходила конференція ООН щодо постконфліктного врегулювання в Афганістані, в якій взяли участь делегати від 4 найвпливовіших політичних угруповань Афганістану — Об'єднаного антиталібського фронту (Північний альянс), екс-короля Захір Шаха, афганських біженців у Пакистані і «Кіпрської ініціативи», до якої входять афганці, що мешкають за кордоном.
5 грудня 2001 р. після завершення конференції було підписано угоду, якою встановлено рамкові умови для дворічного перехідного періоду в Афганістані. 20 грудня 2001 р. Рада Безпеки ООН схвалила резолюцію про розміщення в Афганістані міжнародних сил безпеки. 22 грудня 2001 р. президент країни Бургануддін Раббані склав повноваження, а глава тимчасового уряду Хамід Карзай і члени уряду склали присягу. Тимчасовий уряд виконував обов'язки протягом шести місяців до скликання Лойя джирги — всеафганської наради найавторитетніших релігійних і суспільних діячів, що мала схвалити нову конституцію й підготувати демократичні вибори 2004 р., після чого мав бути сформований уряд на широкій основі.
22 грудня 2001 р. керівництво руху «Талібан» заявило про припинення своєї діяльності. В грудні 2001 року режим Талібану повалено та сформовано тимчасову владу країни. У 2002 році в країні був розташований міжнародний контингент миротворців, що знаходиться під керівництвом НАТО з серпня 2004 року.
У 2004 році в Афганістані впроваджено нову конституцію та національну валюту- Афгані (AFN).
Ситуація, однак, в деяких регіонах Афганістану й на зараз залишається досить напруженою.
15 серпня 2021 року «Талібан» повністю захопив Афганістан, зокрема, 15-16 серпня було захоплено Кабул. 
Реконструкцією країни частково займається Агенція з відновлення Афганістану.

### Панджшерський опір
10 вересня 2021 року представник опору заявив, що Талібан вигнав з Панджшеру тисячі людей й почав проводити там чистки.

### Аф-Пак

Карта збройного конфлікту у північно-західному Пакистані за станом на 2016 рік

Докладніше Афгансько-пакистанські сутички на кордоні
Докладніше Операція разючий удар
16 березня 2004 року під час проведення пакистанською армією пошукової операції з виявлення в гірському районі Південного Вазиристану (у федеральних племінних районах) виникли сутички, що переросли в збройне протистояння.
У квітні 2007 року вздовж будівництва загороджувального бар'єру зіткнення країн перейшло на рівень ЗС (Збройні сили Пакистану проти Збройні сили Афганістану.
1 квітня 2013 року міністерство закордонних справ Афганістану офіційно висловило протест та серйозне занепокоєння тим, що пакистанські військові в односторонньому порядку ведуть будівництво бар'єру вздовж кордону на сході країни.
Афганістан досі не визнає лінія Дюранда як законного кордону між країнами, оскільки ця лінія ділить Пуштуністан на дві частини.
У 2010-х роках адміністрацією президента США з метою позначити єдину політичну та військову ситуацію на кордоні Афганістану та Пакистану, було введено неологізм Аф-Пак, для позначення цих країн як театр воєнних дій.
В останні роки урядом Пакистану для участі у військових діях проти повстанців Вазиристану та для врегулювання конфлікт в Белуджистані став залучатися Прикордонний корпус.